# Alexeï Fedtchenko
Alexeï Pavlovitch Fedtchenko (en russe : Алексей Павлович Федченко) est un explorateur et un naturaliste russe, né le 7 février 1844 à Irkoutsk et mort le 15 septembre 1873 au mont Blanc. Grand collectionneur de faune et de flore d'Asie centrale, il découvre le rôle du cyclops comme hôte intermédiaire dans le cycle de la dracunculose.

## Biographie
Il étudie au gymnasium d’Irkoutsk avant de venir poursuivre ses études à l’université de Moscou, où il se spécialise en zoologie et en géologie. En 1868, il voyage à travers le Turkestan, dans le district de Syr-Daria et de Samarcande. Peu après son retour, il repart pour le Kokand où il visite une grande partie de ce territoire encore largement inconnu.
Au cours d'un séjour dans les Alpes suisses et françaises, en voulant se préparer à sa prochaine expédition au Pamir, il meurt accidentellement en 1873, à l'âge de 29 ans, au cours d'une tempête sur un glacier près de Chamonix, au mont Blanc. Sa tombe se trouve près de Chamonix.
Il était l'époux de la botaniste Olga Fedtchenko, née Armfeld (1845-1921), collaboratrice dans ses voyages, et le père du botaniste et naturaliste Boris Fedtchenko (1872-1947).

## Travaux
Les comptes rendus de ses voyages et de ses découvertes sont publiés par le gouvernement russe : son voyage au Turkestan en 1874, dans le khanat de Kokand en 1875, et ses observations botaniques en 1876. Ces travaux rassemblent, outre des observations géographiques et anthropologiques, de très importantes collections botaniques et zoologiques d'espèces jusqu'alors inconnues dans des régions d'Asie centrale inexplorées.
À partir de 1869, durant son exploration du Turkestan, il détecte la présence de larves de la filaire de Médine chez des crustacés d'eau douce minuscules, les cyclops. Il montre que la dracunculose se contracte en buvant de l'eau contenant ces cyclops parasités. Ces observations seront confirmées par Manson en 1894.
Il est aussi l'auteur d'observations sur la culture du ver à soie, très répandue au Turkestan.

## Postérité
Le glacier Fedtchenko, dans le Pamir, porte son nom, ainsi que l’astéroïde 3195 Fedchenko.

## Liste partielle des publications
- 1875 : Poutechestvie v Turkestan [Voyage au Turkestan]; zoogeographitcheskaïa izledovania. Gos. izd-vo Geografitcheskoï Literatoury, Moscou